# Hymenolobium excelsum
Hymenolobium excelsum är en ärtväxtart som beskrevs av Adolpho Ducke. Hymenolobium excelsum ingår i släktet Hymenolobium och familjen ärtväxter. Inga underarter finns listade i Catalogue of Life.